# Gallaba diplosticha
Gallaba diplosticha är en fjärilsart som beskrevs av Turner 1944. Gallaba diplosticha ingår i släktet Gallaba och familjen tandspinnare. Inga underarter finns listade i Catalogue of Life.